# Banjalučki muftiluk
Banjalučki muftiluk, muftijstvo Islamske zajednice u Bosni i Hercegovini koje djeluje na području Bosne i Hercegovine. Sjedište muftijstva je u Banjoj Luci. Trenutačni muftija je Ismail ef. Smajlović (od 2023.).

## Organizacija
Banjalučkom muftiluku pripada 10 medžlisa (odbora) Islamske zajednice i to su: Banja Luka, Bosanska Gradiška, Bosanski Kobaš, Ključ, Mrkonjić Grad, Bosanska Dubica, Bosanski Brod, Derventa, Kotor Varoš i Prnjavor, koji su dalje podijeljeni na džemate. Džemati čine najmanje organizacione jedinice Islamske zajednice.
Na prostoru Banjalučkog muftiluka, 2020. godine je obnovljen rad Medrese Reis Ibrahim ef. Maglajlić koja je smještana u Banjoj Luci.

## Muftije
Nepotpuna lista:
| #   | Ime i prezime              | Mandat započeo | Mandat završen | Napomene |
| --- | -------------------------- | -------------- | -------------- | -------- |
| 1.  | Šefket ef. Kurt            | 1914.          | 1925.          |          |
| 2.  | hfz. Ibrahim ef. Maglajlić | 1925.          | 1929.          |          |
| 3.  | Sadik ef. Džumhur          | 1930.          | 1935.          |          |
| 4.  | hfz. Mustafa ef. Nurkić    | 1935.          | 1936.          |          |
| 5.  | hfz. Mehmed ef. Zahirović  | 1959.          | 1976.          |          |
| 6.  | Ibrahim ef. Halilović      | 1989.          | 1998.          |          |
| 7.  | Edhem ef. Čamdžić          | 1999.          | 2014.          |          |
| 8.  | Osman ef. Kozlić           | 2014.          | 2018.          |          |
| 9.  | Nusret ef. Abdibegović     | 2018.          | 2023.          |          |
| 10. | Ismail ef. Smajlović       | 2023.          | Trenutačno     |          |

## Vanjske poveznice
- Službene stranice Muftijstva banjalučkog